# Martin Limburger

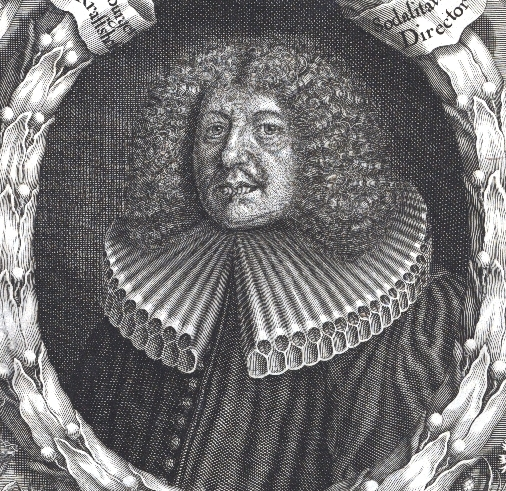
Martin Limburger

Martin Limburger (* 29. Januar 1637 in Kraftshof; † 7. Februar 1692 ebenda) war ein Nürnberger evangelischer Pfarrer und Dichter im Pegnesischen Blumenorden.

## Leben und Werk
Der Sohn des Pfarrers Peter Limburger studierte nach der Unterrichtung durch seinen Vater in der griechischen und lateinischen Sprache und dem Besuch der Nürnberger Heilig-Geist-Schule ab 1651 in Altdorf bei Nürnberg Theologie, wo er 1656 sein Magisterexamen absolvierte. Im selben Jahr wurde er zum gekrönten Dichter ernannt.
1662 wurde er von Sigmund von Birken in den Pegnesischen Blumenorden unter dem Namen Myrtillus II. aufgenommen. 1663 verfasste er nach dem Vorbild von Johann Helwigs Nymphe Noris (1650) eine größere schäferliche Trauerschrift für Jobst Christoph Kress d.Ä., den Kressischen Ehrentempel.
1664 wurde er Nachfolger seines Vaters an der Patronatskirche der Nürnberger Patrizierfamilie Kreß von Kressenstein in Kraftshof bei Nürnberg, nachdem er 1660 seinem Vater als Vikar beigeordnet worden war. Seit dieser Zeit schrieb er eine Reihe von Gelegenheitsgedichten für Mitglieder der Patrizierfamilie und beteiligte sich an Gemeinschaftsschriften der Pegnitzschäfer.
Zwischen 1676 und 1678 ließ Limburger in der Nähe der Kraftshofer Pfarrkirche als neuen Versammlungsort für die Pegnitzschäfer den Irrhain anlegen. Von seinem engen Vertrauensverhältnis zu Birken legen etliche Eintragungen in dessen Tagebüchern Zeugnis ab. Nach Birkens Tod wurde Limburger zu dessen Nachfolger als Ordenspräsident gewählt. 1683 veröffentlichte er eine große Trauerschrift auf den zwei Jahre zuvor verstorbenen Birken, die Betrübte Pegnesis.
Als Ordenspräsident trat Limburger dafür ein, mit gemeinsam verfassten Trauer- und Hochzeitsgedichten die Nürnberger Öffentlichkeit auf die Aktivitäten des Blumenordens aufmerksam zu machen. Nach Birken war er der letzte, dem dies gelang, danach versiegte das Interesse der Öffentlichkeit an einer literarischen Form, die zunehmend als veraltet empfunden wurde.